# Солонев
Солонев (укр. Солонів) — село в Демидовской поселковой общине Дубенского района Ровненской области Украины.
До 2020 года входило в Радивиловский район.
Население по переписи 2001 года составляло 261 человек. Почтовый индекс — 35511. Телефонный код — 3633. Код КОАТУУ — 5625886503.